# Фролов, Сергей Александрович
Сергей Александрович Фролов (род. 29 июня 1974, Москва) — российский актёр театра и кино, лауреат Государственной премии Российской Федерации (2003).

## Биография
Сергей Фролов родился в Москве. Окончил музыкальную школу при Московской консерватории по классу гобоя в 1991 году, затем продолжил обучение в Консерватории.
В 1999 году закончил РАТИ, актёрско-режиссёрский факультет, курс Марка Захарова.
Дебютировал на театральной сцене в Ленкоме — в спектакле «Жестокие игры» и на протяжении девяти лет служил в этом театре.
В кино снимается с 1999 года. Главные роли в фильмах «Дальний свет» (2003), «Иванов и Рабинович» (2004), «Девять признаков измены» (2008), «Химик» (2010). Известен по участию в телесериале «Папины дочки» и телепрограмме «Весёлые баксы», которую вёл в 2004—2005 годах на канале Ren-TV. Также недолгое время в 2005 году был ведущим утреннего канала «УтRENник».

## Фильмография
- 2024 — Противостояние ― Крабовский
- 2024 — Мастер и Маргарита ― скептический зритель
- 2023 — Кибердеревня ― Макар, шахтер-изобретатель
- 2022 — Художник ― Анатолий Боков, натурщик
- 2022 — Нина ― эксперт
- 2022 — Исправление и наказание ― Самсон Ляпко («Шнырь»), заключённый
- 2021 — Угрюм-река ― Мирон (Богомаз), каторжный бродяга
- 2021 — Большая секунда ― гость у Назара
- 2021 — Доктор Лиза — Яша
- 2021 — Седьмая симфония — Павел Семёнов, гобоист
- 2020 — Идеальная семья — Юркий
- 2019 — Условный мент — Владимир Сергеевич Акулов, старший мастер Жилкомсервиса
- 2019 — Неоконченный бой ― директор хлебозавода
- 2018 — Теория вероятности (Игрок) — Павел Сергеевич (дядя Паша), официант казино
- 2017 — Язычники — гобоист
- 2017 — Везучий случай! — Николай, шофёр грузовика
- 2016 — День до… — Слава, любовник Ларисы
- 2015 — Пуанты для плюшки — Алексей, кондитер
- 2015 — Подлец — Лука
- 2015 — Пасечник-2 — Тарас Сергеевич Борисенко, начальник следственного отдела, майор
- 2015 — Медсестра — Фёдор-Георгий Пашков, пешеход-автоподставщик
- 2015 — Любовная сеть — Лёня Грачёв
- 2015 — Закон каменных джунглей — участковый
- 2014 — Ч/Б — Смирнов, лейтенант
- 2014 — Старшая дочь — Харитоша, осведомитель
- 2014 — Кодекс чести-7 — Гоша Бурчихин
- 2013 — Стройка — Миша, бригадир рабочих
- 2013 — Пётр Лещенко. Всё, что было… — Жорж Ипсиланти, пианист
- 2013 — Пепел — Гоша Скрябин, землемер, деревенский дурачок
- 2013 — Папа напрокат — Илья Соломатин, папа Васи
- 2013 — Кремень. Освобождение
- 2013 — Иуда — Апостол Фома
- 2012 — Шпион — Юшка
- 2012 — Человек-приманка
- 2012 — Три товарища — Юра Водяхин, судмедэксперт
- 2012 — Собачья работа — Коля Величко, сосед Смагина
- 2012 — Берега — Алексей Николаевич Бредихин (Леший), налётчик
- 2011 — Ялта-45 — хриплый майор
- 2011 — Пуля-дура — 5 — Найдёнов
- 2011 — Лучшее лето нашей жизни — Вадим
- 2011 — Казнокрады — Николай Максимович Павленко
- 2011 — Если бы да кабы — мент Лёха
- 2011 — Ёлки-2 (киноальманах) — полицейский
- 2011 — Ромео и Алёна
- 2011 — Дикий-2
- 2011 — Безумный юбилей — Сергей, сын Андрея Николаевича
- 2010 — Химик — Вадим Белов, друг и сообщник Дмитрия
- 2010 — Плен страсти — Петр Крючков
- 2010 — Не надо печалиться — Гриша Фаусов, участковый
- 2010 — Москва. Центральный округ-3
- 2010 — Масквичи
- 2010 — Женские мечты о дальних странах — Алексей Маклаков, студенческий друг Вадима
- 2010 — Дочь якудзы — жених
- 2010 — Гаражи — мужик в КПЗ
- 2009 — Хранитель
- 2009 — Пуля-дура — 3 — Найдёнов
- 2009 — Пуля-дура — 2 — Найдёнов
- 2009 — Пёстрые сумерки — Миша Пустовой, продавец в музыкальном магазине
- 2009 — Пелагия и белый бульдог — секундант
- 2008 — Тяжёлый песок — Янкель
- 2008 — Сорокапятка (Украина) — диверсант-радист
- 2008 — Разведчики. Последний бой — немец-радист
- 2008 — Пуля-дура — 1 — Найдёнов, оперативник
- 2008 — Плюс один — мужик в троллейбусе
- 2008 — Индиго
- 2008 — Девять признаков измены — Коля
- 2007—2011 — Папины дочки — профессор психологии Зубчинский
- 2007 — Юбилей — режиссёр
- 2006 — Три девушки (Азербайджан, Германия, Россия)
- 2006 — Сыщики-5 — Олег
- 2006 — Кто приходит в зимний вечер… — директор фирмы
- 2006 — Кошачий вальс — Максим Львович, директор фабрики мягкой игрушки
- 2006 — Конец света — Гена Соколов
- 2006 — Грозовые ворота — розовощёкий дядька
- 2005 — Счастье ты моё — Безруков
- 2005 — Первый после Бога — кок
- 2005 — Мистификация (фильм-спектакль) — Повар+Мокий Кифович
- 2005 — Королевские игры (фильм-спектакль) — слуга
- 2005 — Безумный день, или Женитьба Фигаро (фильм-спектакль) — судья Бридуазон
- 2004 — Формула — Авдей Глебов
- 2004 — Ландыш серебристый 2 — Коля
- 2004 — Иванов и Рабинович — Василий Петрович Иванов, по жене Рабинович
- 2003 — Чай, кофе, потанцуем… — Юра
- 2003 — Сыщики-2 — Ред
- 2003 — Смеситель — Серёга
- 2003 — Северный сфинкс — Боровитинов
- 2003 — Прощание в июне — Гомыра, студент-дипломник биологического факультета
- 2003 — Ключ от спальни — лающий извозчик
- 2003 — Игры мотыльков — Кабан
- 2003 — Замыслил я побег — Верёвкин
- 2003 — Дальний свет (Германия) — Дмитрий
- 2002 — Шут Балакирев (фильм-спектакль) — Иван Балакирев
- 2002 — Олигарх — пионервожатый
- 2002 — Мужская работа 2 — Ислам Худойназаров, следователь прокуратуры Душанбе
- 2002 — Копейка — художник
- 2002 — Азазель — привратник в университете
- 2001 — Времена не выбирают — Славик Павловский
- 2000 — Истинные происшествия, или Безумный день монтёра (Россия, Азербайджан) — любопытствующий
- 1999 — Утро не время для девочек (короткометражный)

## Театральные работы
Ленком, «Жестокие игры», «Шут Балакирев»
Театр им. Станиславского:
Поплавский, Берлиоз, Бенгальский, Азазелло — «Мастер и Маргарита», М. А. Булгаков
Театр «Квартет И»
Кушак — «Утиная охота», А.Вампилов (2010)
Театр «Кашемир»
- 2013 — «Фауст. Четвертая стена» по пьесе Николая Евреинова «Четвертая стена» (реж. Илья Ильин) —  Режиссер Карл Антонович

## Награды
- Лауреат Государственной премии РФ (2003).
- Премия театрального фестиваля «Московские дебюты» за 2000 в категории «Лучшая мужская роль» за роль Терентия в спектакле «Жестокие игры».
- Премия фонда им. Смоктуновского — за лучшую главную роль в спектакле «Шут Балакирев» (2002).
- Чайка (номинация «Прорыв») — За лучший дебют (2002).
- Премия фонда О. П. Табакова — за роль Билли в спектакле «Затмение» (2006).
- Премия на фестивале «Амурская осень» — за лучшую роль второго плана (спектакль «Утиная охота», 2012).